# Jengish Chokusu
Jengish Chokusu (tiếng Kyrgyz: Жеңиш чокусу, Ceñiş çoqusu, جەڭىش چوقۇسۇ [dʒeŋiʃ tʃoqusú]; tiếng Nga: Пик Победы, Pik Pobedy [pʲik pɐˈbʲɛdɨ]), với 7.439 mét (24.406 ft), là ngọn núi cao nhất trong hệ thống núi Thiên Sơn. Nó nằm ở biên giới với Kyrgyzstan, thuộc dãy núi Kakshaal Too, phần cao nhất của Thiên Sơn, phía đông nam hồ Issyk Kul.

## Tên gọi
Tên chính thức của ngọn núi trong tiếng Kyrgyz là "Jengish Choqusu", có nghĩa là "Đỉnh Chiến thắng"; tên Nga là   'Pik Pobedy'  (hoặc Peak Pobeda) có ý nghĩa như nhau. Trong tiếng Uyghur, nó được gọi là   Tömür  , cũng là tên chính thức của ngọn núi ở Trung Quốc. Tên tiếngTrung Quốc Tuōmù'ěr Fēng (giản thể: 托木尔峰; phồn thể: 托木爾峰) là sự kết hợp của Uyghur  tomur , có nghĩa là 'sắt' và 'feng' của Trung Quốc có nghĩa là 'đỉnh cao'.

## Mô tả
Jengish Chokusu là một khối núi, với một số đỉnh cao dọc theo sườn núi dài của nó. Chỉ có đỉnh chính của nó vượt qua 7.000 m. 16 km (9,9 mi) về phía tây nam của núi Khan Tengri (7.010 m / 22.998 ft), cách nhau bởi sông băng Engilchek, nơi các trại cơ sở cho cả hai ngọn núi thường nằm. Khối núi này nằm ở góc phải của sông băng mà chảy từ nó xuống ba thung lũng núi cao ở Kyrgyzstan ở phía bắc, cuối cùng chạy đến sông băng Engilchek, sông băng lớn nhất ở Thiên Sơn. Đỉnh chính của nó thường được tiếp cận từ sông băng Zvozdochka (tiếng Nga cho "ngôi sao nhỏ"), có màu đỏ do đá từ Jengish Chokusu.
Về mặt hành chính, phía Kyrgyzstan của núi nằm ở Ak-Suu (quận) của Issyk Kul (tỉnh), và phía Trung Quốc, Ôn Túc một huyện thuộc địa khu Aksu, Tân Cương.

## Kỷ lục

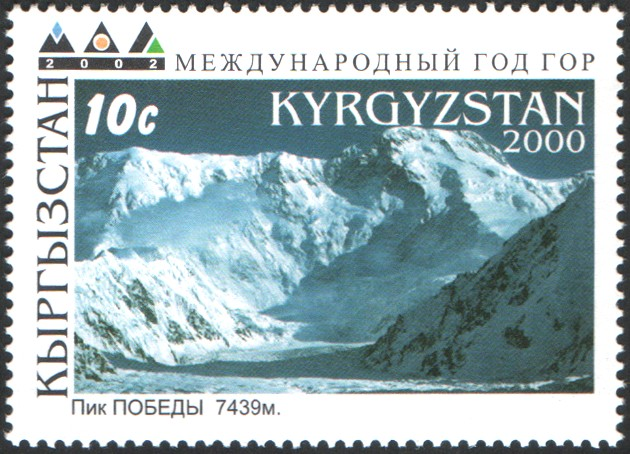
Jengish Chokusu (đỉnh Pobeda) trên tem Kyrgyzstan.

Jengish Chokusu là ngọn núi cao nhất ở Kyrgyzstan. Jengish Chokusu được các nhà địa chất coi là núi cao nhất trên 7.000 mét ở phía bắc trên thế giới; đỉnh núi cao thứ ba của Tian Shan có độ cao 6.995m so với mực nước biển, có một lớp băng dày thêm 15m vào độ cao của nó, qua đó các nhà leo núi phân loại nó là đỉnh cao 7.000m.
Sông băng Nam Engilchek và các sông băng chung quanh nó chiếm toàn bộ phía bắc của đỉnh Jengish Chokusu. Sông băng này, hiện tại có chiều dài 60,5 km, là sông băng dài nhất thứ 6 ngoài các vùng cực của thế giới.